# جورج غرانت (لاعب دوري الرغبي)
جورج غرانت (بالإنجليزية: George Grant)‏ هو لاعب دوري الرغبي أسترالي، ولد في 9 أبريل 1956.